# ゴット・トゥ・ビリーブ
『ゴット・トゥ・ビリーブ』（英語: Got to Believe）は、フィリピンのテレビドラマ。ABS-CBNで2013年8月26日から2014年3月7日まで放送された。

## 登場人物
クリスティーナ・シャルロータ 「チーチャイ」タムピピ
演：キャスリン・ベルナルド
ホアキン「ワッキーボーイ」マナンサラ / ライアン・マナンサラ
演：ダニエル・パディーヤ
ジュリアナ・サン・ファン・マナンサラ
演：カルミナ・ビジャロエル
エリザベス「ベッチャイ / ママ・ベア」タムピピ
演：マニリン・レイネス
ハイメ・マナンサラ
演：イアン・ベネラシオン
チト「パパ・ベア」タムピピ
演：ベンジー・パラス